# Cancer (canción)
«Cancer» es una canción de la banda estadounidense de rock My Chemical Romance. Es la octava pista de su álbum The Black Parade, del año 2006.
«Cancer» trata sobre la enfermedad del mismo nombre, y sobre estar a punto de morir y despedirse de los seres queridos. El vocalista de la banda, Gerard Way, ha dicho que compusieron la canción tras su participación en las actividades de la fundación Make a Wish, con la idea de que en la música quizás no había «nada sobre cuán horrible es [el cáncer]».
En 2016, el dúo de hip hop alternativo Twenty One Pilots publicó una versión de la canción, que fue difundida como sencillo.

## Contenido
De acuerdo a la revista Rolling Stone, «Cancer» trata sobre «estar al filo de la muerte y la angustia de decir adiós a los seres queridos».
Gerard Way, vocalista de la banda, se ha referido a la inspiración para componer la canción, y a las actividades que él y My Chemical Romance realizaban en la fundación Make a Wish:

Empezamos a hacer estas actividades de Make a Wish [...] y dije: «La gente hace canciones para los sobrevivientes del cáncer, baladas o himnos, pero quizás no hay nada sobre cuán horrible es [el cáncer]»; y a mí nunca me ha pasado, pero puedo imaginar por los niños que he conocido cuán horrible o difícil fue [estar enfermo], y quise hacer algo tan brutalmente honesto que se convirtiera en algo hermoso, algo tan totalmente feo que se convirtiera en algo con lo que uno se pueda identificar, algo bonito.
Gerard Way

La canción de acorde progresivo, al estilo de The Beatles, comienza solo con Way cantando junto a un piano de fondo. En el segundo verso, la batería empieza a tocar, lo que según la banda «da a la canción una sensación de esperanza». Gerard Way afirmó en 2006 que «Cancer» es una de las canciones favoritas de la banda, y que es «la más emotiva que hemos escrito».

## Versiones
En septiembre de 2016, el dúo de hip hop alternativo Twenty One Pilots publicó una versión de «Cancer», que fue difundida como sencillo y tuvo veinticinco mil descargas digitales en sus primeros dos días a la venta.